# Mézières-en-Vexin
Mézières-en-Vexin is een gemeente in het Franse departement Eure in de regio Normandië en telt 605 inwoners (1999).
Mézières-en-Vexin maakt deel uit van het arrondissement Les Andelys en sinds 22 maart 2015 van het kanton Les Andelys toen het kanton Écos, waar de gemeente toe behoorde, werd opgeheven.

## Geografie
De oppervlakte van Mézières-en-Vexin bedraagt 12,7 km², de bevolkingsdichtheid is 47,6 inwoners per km².
De onderstaande kaart toont de ligging van Mézières-en-Vexin met de belangrijkste infrastructuur en aangrenzende gemeenten.

## Demografie
Onderstaande figuur toont het verloop van het inwonertal (bron: INSEE-tellingen).